# Baker’s Keyboard Lounge

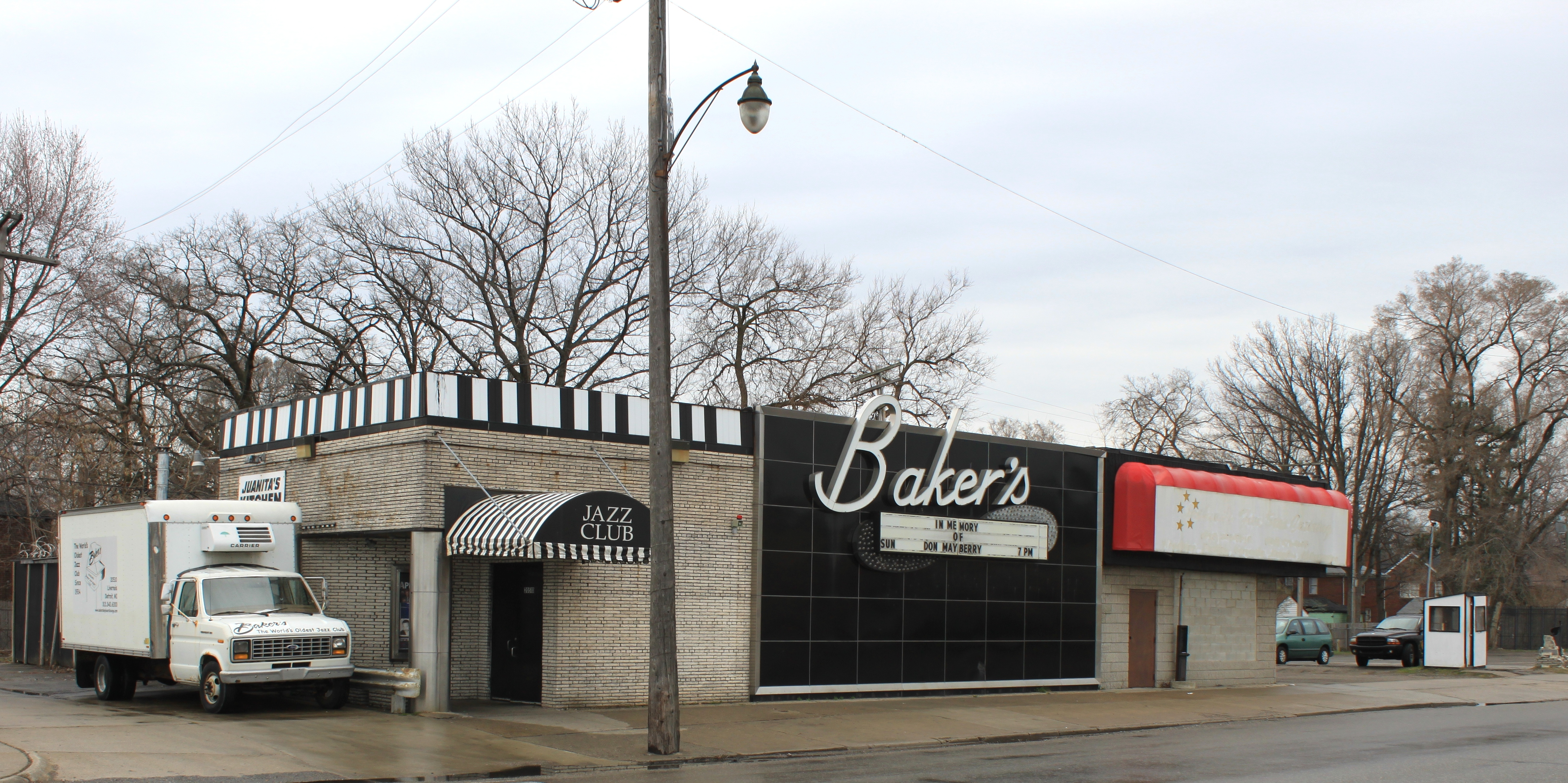
Baker’s Keyboard Lounge

Baker’s Keyboard Lounge ist ein Jazzclub in Detroit.
Der Nachtclub Baker’s Keyboard Lounge (20510 Livernois Avenue) in Detroit gehört zu den ältesten Jazzclubs weltweit; er wurde 1933 von Chris und Fannie Baker als Sandwich-Restaurant eröffnet. Zu einem Jazzclub wurde er, als Clarence Baker ihn von seinem Vater 1939 übernahm und den lokalen Pianisten Pat Flowers als Hausmusiker einstellte, der dort von 1940 bis 1954 spielte. Ab 1954 traten in den Club landesweit bekannte Künstler wie Art Tatum (der hier im April 1956 seinen letzten Auftritt vor seinem Tod hatte), sowie Yusef Lateef, George Shearing, Dave Brubeck, Ella Fitzgerald, Miles Davis, Gerry Mulligan, Barbra Streisand oder Pat Metheny dort auf. In dem 100 Sitzplätze umfassenden Club befindet sich auch ein Steinway-Flügel, der von Art Tatum ausgesucht worden war. Mehrere Livemitschnitte aus dem Club erschienen als Schallplatten, darunter von Johnny O’Neal und James Carter. Der Sänger Eddie Jefferson wurde 1979 erschossen, als er den Club verließ. In den 1970er und 1980er Jahren erlebte der Club einen Niedergang; Clarence verkaufte Baker’s Keyboard Lounge 1996 an John Colbert. 2011 wurde der Club erneut verkauft.

## Diskographische Hinweise
- 1978: Johnny O'Neal at Baker's Keyboard Lounge with Dave Young & Terry Clarke
- 2004: James Carter Live at Baker's Keyboard Lounge